# エカテリーナ・ヴォルコワ
エカテリーナ・ヴォルコワ（ロシア語: Екатерина Геннадьевна Волкова、Yekaterina Gennadiyevna Volkova、1978年3月12日 - )は、ロシアの陸上競技選手。クルスク州の州都クルスク出身。専門は3000m障害をはじめとする長距離走。北京オリンピック女子3000m障害で銅メダルを獲得したが2016年にドーピング違反が発覚し剥奪された。
2005年8月に行われた世界陸上競技選手権ヘルシンキ大会の3000m障害では9分20秒49の自己ベストを記録し銀メダルを獲得。
2007年8月世界陸上競技選手権大阪大会3000m障害でタチアナ・ペトロワ（ロシア）以下を抑えて優勝、金メダルを獲得した。この時記録した9分06秒57は2007年世界ランキング1位となった。この他、2007年ロシア選手権の5000mと3000m障害で優勝した。

## 記録
- 1500m - 4分09秒03（2005年）
- 3000m - 8分54秒64（2005年）
- 3000メートル障害 - 9分06秒57（2007年）
- 5000m - 15分00秒02（2007年）